# Yelcho
Yelcho är en udde i Antarktis. Den ligger i Sydshetlandsöarna. Argentina, Chile och Storbritannien gör anspråk på området.
Terrängen inåt land är lite kuperad. Havet är nära Yelcho åt nordväst. Trakten är obefolkad. Det finns inga samhällen i närheten.